# Zimbabwe Industrial Index
Lo Zimbabwe Industrial Index è un indice azionario derivato dal valore delle azioni industriali quotate sulla Zimbabwe Stock Exchange. Lo Zimbabwe Mining Index è un indice azionario distinto, composto dalle società operanti nell'industria mineraria.

## Composizione dell'indice
All'ottobre 2015 lo Zimbabwe Industrial Index è composto dalle seguenti società.
| Nome                                                | Simbolo   | Settore                | Status  | ISIN         | Anno di fondazione | Anno di quotazione |
| --------------------------------------------------- | --------- | ---------------------- | ------- | ------------ | ------------------ | ------------------ |
| African Distillers Limited                          | AFDS.zw   | Bevande                | Attivo  | ZW0009011025 | 1944               | 1951               |
| African Sun Limited                                 | ASUN.zw   | Turismo                | Attivo  | ZW0009012080 | 1968               | 1990               |
| Amalgamated Regional Trading (ART) Holdings Limited | ARTD.zw   | Carta e imballaggi     | Attivo  | ZW000301DR35 | 1997               | 2002               |
| Ariston Holdings Limited                            | ARIS.zw   | Agricoltura            | Attivo  | ZW0009011041 | 1947               | 1948               |
| Barclays Bank of Zimbabwe Limited                   | BARC.zw   | Bancario e finanziario | Attivo  | ZW0009011066 | 1912               | 1991               |
| Border Timbers Limited                              | BRDR.zw   | Agricoltura            | Attivo  | ZW0009011082 | 1945               | 1959               |
| British American Tobacco Zimbabwe Limited           | BAT.zw    | Agricoltura            | Attivo  | ZW0009011710 | 1960               | 1961               |
| Cafca Limited                                       | CAFCA.zw  | Ingegneria             | Attivo  | ZW0009011942 | 1947               | 1947               |
| CBZ Holdings Limited                                | CBZ.zw    | Bancario e finanziario | Attivo  | ZW0009011967 | 1980               | 1998               |
| Celsys Limited                                      | CELS.zw   | Tecnologico            | Sospeso | ZW0009011868 | 1996               | 2003               |
| CFI Holdings Limited                                | CFI.zw    | Agro-industriale       | Attivo  | ZW0009011116 | 1908               | 1997               |
| Colcom Holdings Limited                             | COLC.zw   | Alimentare             | Attivo  | ZW0009011165 | 1944               | 1993               |
| Cottco Holdings Limited                             | COTT.zw   | Agricoltura            | Sospeso | ZW0009012205 | 1994               | 1997               |
| Dairibord Holdings Limited                          | DZL.zw    | Alimentare             | Attivo  | ZW0009011975 | 1952               | 1997               |
| Dawn Properties Limited                             | DAWN.zw   | Immobiliare            | Attivo  | ZW0009012239 | 2003               | 2003               |
| Delta Corporation Limited                           | DLTA.zw   | Bevande                | Attivo  | ZW0009011199 | 1898               | 1946               |
| Econet Wireless Zimbabwe Limited                    | ECO.zw    | Tecnologia             | Attivo  | ZW0009012122 | 1998               | 1998               |
| Edgars Stores Limited                               | EDGR.zw   | Commerciale            | Attivo  | ZW0009011231 | 1948               | 1974               |
| FBC Holdings Limited                                | FBC.zw    | Bancario e finanziario | Attivo  | ZW0009011926 | 1997               | 2001               |
| Fidelity Life Assurance Limited                     | FIDL.zw   | Assicurativo           | Attivo  | ZW0009011876 | 1977               | 2003               |
| First Mutual Holdings Limited                       | FMHL.zw   | Assicurativo           | Attivo  | ZW0009012197 | 1990               | 2003               |
| General Beltings Holdings Limited                   | GBH.zw    | Holding industriale    | Attivo  | ZW0009012049 | 1968               | 2002               |
| Hippo Valley Estates Limited                        | HIPO.zw   | Agricoltura            | Attivo  | ZW0009011272 | 1956               | 1964               |
| Innscor Africa Limited                              | INN.zw    | Holding industriale    | Attivo  | ZW0009011298 | 1968               | 1998               |
| Lafarge Cement Zimbabwe Limited                     | LACZ.zw   | Costruzioni            | Attivo  | ZW0009012056 | 1954               | 1983               |
| Mashonaland Holdings Limited                        | MASH.zw   | Immobiliare            | Attivo  | ZW0009011348 | 1966               | 1969               |
| Masimba Holdings Limited                            | MSHL.zw   | Costruzioni            | Attivo  | ZW0009012171 | 1974               | 1974               |
| Medtech Holdings Limited                            | MMDZ.zw   | Farmaceutico e chimico | Attivo  | ZW0009011330 | 1997               | 2002               |
| Meikles Limited                                     | MEIK.zw   | Holding industriale    | Attivo  | ZW0009012114 | 1937               | 1996               |
| Nampak Zimbabwe Limited                             | NPKZ.zw   | Carta e imballaggi     | Attivo  | ZW0009012213 | 1951               | 1952               |
| National Foods Holdings Limited                     | NTFD.zw   | Agro-industriale       | Attivo  | ZW0009011371 | 1920               | 1970               |
| National Tyre Services Limited                      | NTS.zw    | Holding industriale    | Attivo  | ZW0009011397 | 1961               | 1969               |
| NicozDiamond Insurance Limited                      | NICO.zw   | Assicurativo           | Attivo  | ZW0009011801 | 1981               | 2002               |
| NMBZ Holdings Limited                               | NMB.zw    | Bancario e finanziario | Attivo  | ZW0009011389 | 1992               | 1997               |
| OK Zimbabwe Limited                                 | OKZ.zw    | Commerciale            | Attivo  | ZW0009011785 | 1942               | 2001               |
| Old Mutual Plc                                      | OML.zw    | Assicurativo           | Attivo  | GB00B77J0862 | 1845               | 1999               |
| Padenga Holdings Limited                            | PHL.zw    | Agricoltura            | Attivo  | ZW0009012148 | 1965               | 2010               |
| Pearl Properties Limited                            | PEAR.zw   | Immobiliare            | Attivo  | ZW0009012023 | 2006               | 2007               |
| Pelhams Limited                                     | PELH.zw   | Commerciale            | Attivo  | ZW0009011793 | 1949               | 2002               |
| PG Industries (Zimbabwe) Limited                    | PGIN.zw   | Costruzioni            | Sospeso | ZW0009011413 | 1948               | 1968               |
| Phoenix Consolidated Industries Limited             | PHOE.zw   | Holding industriale    | Sospeso | ZW0009011751 | 1956               | 2000               |
| Powerspeed Electrical Limited                       | PWS.zw    | Ingegneria             | Attivo  | ZW0009011439 | 2000               | 2000               |
| Pretoria Portland Cement Limited                    | PPC.zw    | Costruzioni            | Attivo  | ZAE000170049 | 1913               | 1947               |
| Proplastics Limited                                 | PROL.zw   | Holding industriale    | Attivo  | ZW0009012247 | 1965               | 2015               |
| Radar Holdings Limited                              | RADR.zw   | Costruzioni            | Attivo  | ZW0009011447 | 1983               | 1983               |
| Rainbow Tourism Group Limited                       | RTG.zw    | Turismo                | Attivo  | ZW0009011470 | 1991               | 1999               |
| Seed Co Limited                                     | SEED.zw   | Agricoltura            | Attivo  | ZW0009011504 | 1940               | 1996               |
| starafricacorporation Limited                       | SACL.zw   | Alimentare             | Attivo  | ZW0009011991 | 1935               | 1947               |
| Truworths Limited                                   | TRUW.zw   | Commerciale            | Attivo  | ZW0009011561 | 1957               | 1981               |
| TSL Limited                                         | TSL.zw    | Holding industriale    | Attivo  | ZW0009011579 | 1957               | 1957               |
| Turnall Holdings Limited                            | TURN.zw   | Costruzioni            | Attivo  | ZW0009011835 | 1943               | 2002               |
| Unifreight Africa Limited                           | UNIF.zw   | Trasporti              | Attivo  | ZW0009012221 | 1994               | 2003               |
| Willdale Limited                                    | WILD.zw   | Costruzioni            | Attivo  | ZW0009011850 | 1957               | 2003               |
| Willdale Preference Shares                          | WILDPF.zw | Costruzioni            | Attivo  | ZW000701PF80 | 1957               | 2014               |
| ZB Financial Holdings Limited                       | ZBFH.zw   | Bancario e finanziario | Attivo  | ZW0009012007 | 1951               | 1967               |
| Zeco Holdings Limited                               | ZECO.zw   | Ingegneria             | Attivo  | ZW0009012064 | 1964               | 2008               |
| Zimbabwe Newspapers (1980) Limited                  | ZIMP.zw   | Stampa ed editoria     | Attivo  | ZW0009011595 | 1927               | 1951               |
| Zimplow Holdings Limited                            | ZIMW.zw   | Ingegneria             | Attivo  | ZW0009012189 | 1939               | 1951               |
| Zimre Holdings Limited                              | ZIMR.zw   | Assicurativo           | Attivo  | ZW0009011611 | 1984               | 1999               |
| Zimre Property Investments Limited                  | ZPI.zw    | Immobiliare            | Attivo  | ZW0009012015 | 2003               | 2007               |

## Zimbabwe Mining Index
All'ottobre 2015 lo Zimbabwe Mining Index è composto dalle seguenti società.
| Nome                               | Simbolo | Settore   | Status | ISIN         | Anno di fondazione | Anno di quotazione |
| ---------------------------------- | ------- | --------- | ------ | ------------ | ------------------ | ------------------ |
| Bindura Nickel Corporation Limited | BIND.zw | Minerario | Attivo | ZW0009011652 | 1966               | 1971               |
| Falcon Gold Zimbabwe Limited       | FALG.zw | Minerario | Attivo | ZW0009011678 | 1991               | 1991               |
| Hwange Colliery Company Limited    | HCCL.zw | Minerario | Attivo | ZW0009011934 | 1925               | 1953               |
| RioZim Limited                     | RIOZ.zw | Minerario | Attivo | ZW0009011959 | 1956               | 1969               |